# Fokalk
Fokalk je výtvarná metoda, která užívá fotografických desek a filmů, jejichž emulzní vrstva byla předtím narušena teplem nebo chemickým procesem. Pracuje s náhodně vzniklými abstraktními strukturami, které přinášejí zvláštní estetickou kvalitu. Fokalky jsou jejich zvětšeninou na fotografickém papíru.

## Autoři fokalků
Metodu náhodně objevil a následně užíval ve 40. letech 20. století zejména fotograf Miloš Koreček nebo jeho kolega ze Skupiny Ra Josef Istler. Koreček po roce 1945 vystavoval převážně fokalky a jeho fotografie lze považovat za jeden ze zdrojů informelu 50. let. Variantou metody, kterou se zabývá např. Jiří Valenta, je kreslení fotografickou emulzí na skleněnou desku.
Pokud je pro vznik abstraktního obrazu použit přímo fotografický papír, označuje se metoda jako "strukturáž". Tento postup pochází z doby rozkvětu surrealismu a zavedl ho fotograf Miroslav Hák.

### Výstavy (výběr)
- 1974 Miloš Koreček: Fokalky, Městské muzeum, Františkovy Lázně
- 1977 Fokalky Miloše Korečka, Minigalerie Výzkumného ústavu veterinárního lékařství, Brno
- 1983/1984 Miloš Koreček: Fokalky, Horácká galerie v Novém Městě na Moravě
- 1984 Miloš Koreček: Fotografie a fokalky, text Jiří Valoch, kat. Dům umění města Brna
- 1984 Miloš Koreček: Fokalky, Sovinec
- 1984 Miloš Koreček: Fotografie a fokalky, Kabinet fotografie Jaromíra Funka, Brno
- 1988 Miloš Koreček: Fokalky, Divadlo hudby (Galerie Titanic), Olomouc
- 1988 Miloš Koreček: fokalky, Kino Metro 70, Okresní kulturní středisko v Prostějově
- 1991 Josef Istler - fokalk☃☃; Alexandr Skalický - fotograf: : katalog výstavy, Státní galerie výtvarného umění, Náchod
- 1991 Miloš Koreček: Fokalky, Galéria Palisády, Bratislava
- 1993 Miloš Koreček: Fotografische Dekalkomanien, Galerie TransArt Exhibition, Kolín nad Rýnem

### Ilustrace knih
- Ludvík Kundera, Napříč fantomázií (ilustrace M. Koreček, fokalky), nakl. Práce, Praha 1991